# Veni Sancte Spiritus
Veni Sancte Spiritus (Przybądź Duchu Święty, ześlij z nieba wzięty) – sekwencja będąca częścią rzymskokatolickiej mszy, przypisana na niedzielę Zesłania Ducha Świętego, poprzedzająca w liturgii śpiew Alleluja.

## Historia
Jako domniemanych autorów wymienia się m.in. Wipona z Burgundii, jedenastowiecznego poetę i kapelana cesarza rzymskiego Konrada II, angielskiego kardynała i prymasa Stephana Langtona (ca. 1160–1228), a także papieża Innocentego III (1161-1216, pont. 1198-1216).
Veni Sancte Spiritus jest jedną z dwóch sekwencji obowiązkowych, zachowanych w liturgii katolickiej obrządku łacińskiego do dziś.

## Tekst
| Tekst łaciński (według Śpiewnika kościelnego) | Tekst polski (lekcjonarz mszalny) |
| --- | --- |
| Veni, Sancte Spiritus, Et emitte cœlitus Lucis tuæ radium: Veni Pater pauperum! Veni dator munerum! Veni lumen cordium. Consolator optime! Dulcis hospes animæ, Dulce refrigerium: In labore requies, In æstu temperies, In fletu solatium. O lux beatissima! Reple cordis intima, Tuorum fidelium. Sine tuo numine, Nihil est in homine, Nihil est innoxium. Lava quod est sordidum, Riga quod est aridum, Sana quod est saucium: Flecte quod est rigidum, Fove quod est frigidum, Rege quod est devium. Da tuis fidelibus, In te confidentibus, Sacrum septenarium: Da virtutis meritum, Da salutis exitum, Da perenne gaudium. | Przybądź, Duchu Święty, Ześlij z nieba wzięty Światła Twego strumień. Przyjdź, Ojcze ubogich, Przyjdź, Dawco łask drogich, Przyjdź, Światłości sumień. O, najmilszy z gości, Słodka serc radości, Słodkie orzeźwienie. W pracy Tyś ochłodą, W skwarze żywą wodą, W płaczu utulenie. Światłości najświętsza, Serc wierzących wnętrza Poddaj Twej potędze. Bez Twojego tchnienia, Cóż jest wśród stworzenia? Jeno cierń i nędze. Obmyj, co nieświęte, Oschłym wlej zachętę, Ulecz serca ranę. Nagnij, co jest harde, Rozgrzej serca twarde, Prowadź zabłąkane. Daj Twoim wierzącym, W Tobie ufającym, Siedmiorakie dary. Daj zasługę męstwa, Daj wieniec zwycięstwa, Daj szczęście bez miary. |